# Памятник студентам, сотрудникам и преподавателям Грозненского нефтяного института, павшим в боях за Родину в 1941-1945 годах
Памятник студентам, сотрудникам и преподавателям Грозненского нефтяного института, павшим в боях за Родину в 1941—1945 годах был открыт 8 мая 1985 года в сквере им. М. Ю. Лермонтова перед входом в главный корпус Грозненского нефтяного института на берегу Сунжи. Памятник представлял собой три пятиконечных звезды из красного гранита, установленных на постаменте из чёрного гранита и был посвящён памяти студентов и работников нефтяного института, павших в боях Великой Отечественной войны. Шестеро из числа ушедших на фронт стали Героями Советского Союза. Памятник был построен на добровольные пожертвования преподавателей, сотрудников и студентов института.
Памятник был разрушен в ходе боёв Первой чеченской войны. В 2021 году был открыт новый памятник, у входа в старый главный корпус ГНИ в другой композиции: золотые пятиконечные звёзды на чёрных постаментах, большая в центре, и три поменьше вокруг неё.